# Falstaff (opéra)
Pour les articles homonymes, voir Falstaff (homonymie).
Personnages
- Sir John Falstaff (baryton)
- Ford, riche bourgeois (baryton)
- Fenton, jeune gentilhomme (ténor)
- Mrs Alice Ford (soprano)
- Mrs Quickly (contralto)
- Nannette, fille d'Alice Ford (soprano)
- Meg Page (mezzo-soprano)
- Le Docteur Caïus (ténor)
- Bardolfo, serviteur de Falstaff (ténor),
- Pistola, autre serviteur de Falstaff (basse)
- L'hôtelier de la Jarretière (rôle muet)
- Robin, page de falstaff (rôle muet)
- Bourgeois, gens du peuple, serviteurs de Ford, mascarade de follets, de fées, de sorcières (chœur)

Airs
- L'onore? Ladri! (Falstaff) — Acte I
- È sogno? o realtà (Ford) — Acte II
- Dal labbro il canto estasïato vola (Fenton) — Acte III
- Sul fil d'un soffio etesio (Nannetta) — Acte III
- Tutto nel mondo è burla (chœur) — Acte III

Falstaff est un opéra-bouffe (opera buffa) en trois actes de Giuseppe Verdi, sur un livret d'Arrigo Boito, tiré des Joyeuses Commères de Windsor et Henry IV parties I et II de Shakespeare, créé à la Scala de Milan le 9 février 1893 et à l'Opéra-Comique de Paris le 18 avril 1894. C'est le dernier opéra créé par le compositeur alors âgé de 80 ans.

## Genèse
En 1889, Verdi est compositeur d'opéra depuis plus de cinquante ans. Il a alors déjà écrit 27 opéras, dont un seul est une comédie : sa deuxième pièce, Un giorno di regno, représentée sans grand succès en 1840. Son aîné Goacchino Rossini déclara qu'il admirait grandement Verdi, mais qu'il le pensait incapable d'écrire une comédie. Verdi, qui n'était pas de cet avis, affirma désirer depuis longtemps écrire une œuvre légère, mais que nul ne lui en avait donné l'occasion. Toutefois, il avait déjà introduit des passages à tonalité comique dans certains de ses opéras comme Un ballo in maschera ou La forza del destino.

Pour trouver un sujet comique, Verdi songe au Don Quichotte de Cervantes, ainsi qu'à des pièces de Goldoni, Molière et Labiche mais rien ne lui convient. Le chanteur Victor Maurel lui envoie un livret en français basé sur la pièce de Shakespeare The Taming of the Shrew. Verdi l'aime mais pense qu'un tel livret nécessiterait le travail d'un Rossini ou d'un Donizetti. Après le succès d'Otello en 1887, il déclare : 

« Après avoir sans trêve massacré tant de héros et héroïnes, j'ai finalement le droit de rire un peu. »

Il confie ce désir au librettiste d'Otello, Arrigo Boito. Boito ne dit rien tout d'abord, mais il commence à travailler en secret sur un livret basé sur la pièce The Merry Wives of Windsor, avec des éléments repris à Henry IV parties I et II. De nombreux compositeurs ont déjà mis en musique la pièce, sans grand succès, comme Carl Ditters von Dittersdorf en 1796, Antonio Salieri en 1799, Michael William Balfe en 1835 et Adolphe Adam en 1856. Le premier à parvenir à se maintenir dans le répertoire fut The Merry Wives of Windsor de Otto Nicolai en 1849, mais qui resta cantonné aux scènes d'opéra allemandes.
Boito est enchanté de travailler sur The Merry Wives, qui non seulement est de Shakespeare, mais est également issu du Trecento italien, notamment Il Pecorone de Ser Giovanni Fiorentino et Decameron de Boccaccio. Boito adopte délibérément la forme archaïque italienne pour adapter la pièce de Shakespeare, afin de revenir aux sources italiennes. Il simplifie l'intrigue, diminue de moitié le nombre de personnages et donne plus d'ampleur au personnage de Falstaff en utilisant des douzaines de passages de Henry IV.
Verdi reçoit le livret en juillet 1889, il réagit alors : « Benissimo ! Benissimo ! … Nul n'aurait pu faire mieux que vous. » Tout comme Boito, il est un fervent admirateur de Shakespeare ; il ne parle guère l'anglais mais lit fréquemment des traductions de Carlo Rusconi et Giulio Carcano. De plus, il a déjà puisé dans Shakespeare pour ses opéras Macbeth et Otello et envisage également un Roi Lear.
Néanmoins, il exprime également ses doutes en envoyant le lendemain une autre lettre à Boito, déclarant que le poids de l'âge et sa santé (qui pourtant est encore bonne) compromettent sa capacité à mener à bien le projet ; il craint que celui-ci fasse perdre à Boito son temps, qu'il aurait pu employer à finir son propre opéra Néron. Mais il ne parvient pas à dissimuler la joie que lui procure l'idée de composer un nouvel opéra.

## Création

### Interprètes de la création

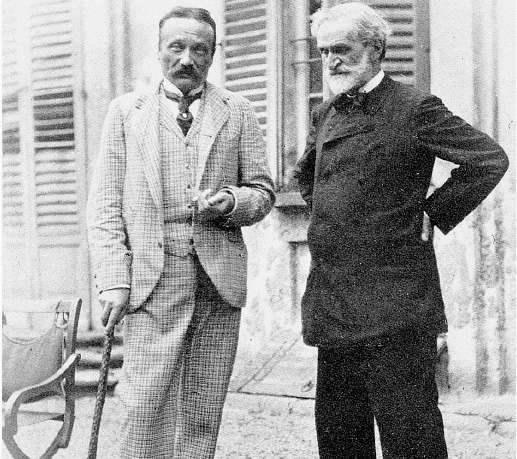
Arrigo Boito et Verdi à Sant'Agata vers 1892, à l'époque de la composition de Falstaff.

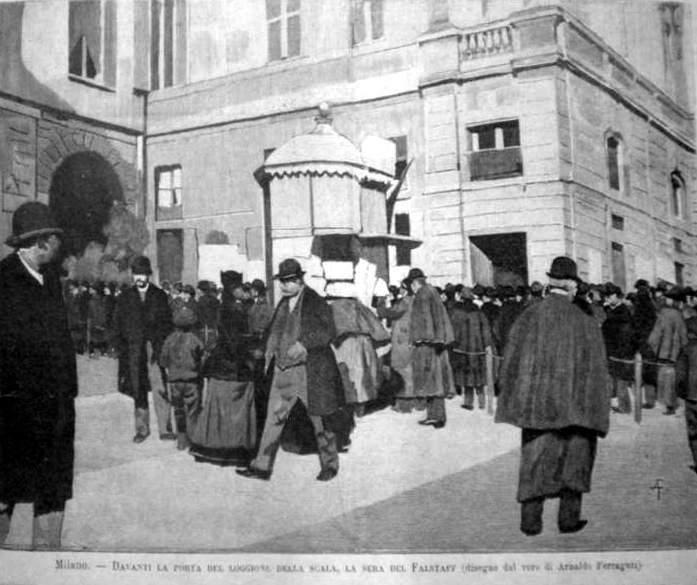
File d'attente à la porte de la Scala le soir de la première de Falstaff.

- Sir John Falstaff (baryton) : Victor Maurel[10]
- Ford, riche bourgeois (baryton) : Antonio Pini-Corsi
- Fenton, jeune gentilhomme (ténor) : Edoardo Garbin
- Mrs Alice Ford (soprano) : Emma Zilli
- Mrs Quickly (contralto) : Giuseppina Pasqua
- Nannette, fille d'Alice Ford (soprano) : Adelina Stehle
- Meg Page (mezzo-soprano) : Virginia Guerrini
- Le Docteur Caïus (ténor) : Giovanni Paroli
- Bardolfo, serviteur de Falstaff (ténor) : Paolo Pelagalli-Rossetti
- Pistola, autre serviteur de Falstaff (basse) : Vittorio Arimondi
- L'hôtelier de la Jarretière (rôle muet) : Attilio Pulcini
- Bourgeois, gens du peuple, serviteurs de Ford, mascarade de follets, de fées, de sorcières (chœur)
- Orchestre et chœurs du Teatro alla Scala de Milan
- Directeur d’orchestre : Edoardo Mascheroni
- Chef de chœur : Giuseppe Cairati
- Décors et costumes : Adolph Hohenstein

## Réception
La réaction de l'ensemble des spectateurs fut très favorable, Verdi renouant ainsi avec son précédent triomphe, Otello. La première a lieu une semaine après le succès considérable de Manon Lescaut de Giacomo Puccini. Le premier opéra important du jeune et prometteur compositeur, d'un romantisme fougueux coïncide avec le chant du cygne d'un vieux maître en pleine possession de ses moyens. On a vu en ce mois de février 1893 un « passage de flambeau » entre le doyen et le trentenaire.

### La critique
L'œuvre semble avoir convaincu la majorité des auditeurs. Néanmoins, c'est la critique qui l'encense le plus. Les musiciens en général reconnaissent eux aussi l'opéra comme étant un chef-d'œuvre, soulignant particulièrement la modernité, la perfection de la facture et de l'orchestration. Unanimité des louanges aussi vis-à-vis de l'économie dans le traitement des voix, de la mélodie.

### Le public
Si le public apprécie, certains sont déroutés par la modernité de l'opéra qui tranche avec le style plus « simple » des opéras précédents de Verdi. Le fait qu'il n'y ait pas d'airs de bravoure ni de numéros a peut-être créé un malaise chez des spectateurs habitués au bel canto plus classique. Ce qui enchante les critiques, la fluidité de l'opéra, dérange donc un peu.

## Représentations successives
La première représentation à l'étranger a lieu le 21 mai 1893 à Vienne.
Hambourg voit Falstaff pour la première fois le 2 janvier 1894 avec, au pupitre, Gustav Mahler.
Le 18 avril de la même année, l'Opéra-Comique de Paris accueille chaleureusement l'œuvre. Verdi supervise la production parisienne, tout comme il l'a fait avec sa partition précédente, Otello.
En Angleterre, l'opéra est présenté au Royal Opera House de Covent Garden, le 19 mai 1894, avec Arturo Pessina dans le rôle-titre, tandis que la première production américaine, au Metropolitan Opera de New York, se déroule le 4 février 1895, avec Victor Maurel en Falstaff,,.
Falstaff est depuis devenu une œuvre majeure du répertoire. L'opéra est à nouveau présenté à l'Opéra-Comique de Paris le 16 mai 1952 avec une mise en scène de Louis Musy, une chorégraphie de Jean-Jacques Etcheverry, des décors et costumes de Jean Aujame.
En 2023, l' opéra de Lille propose une version mise en scène de Denis Podalydès

## Argument
L’action se déroule à Windsor sous le règne d'Henri IV d'Angleterre (1399-1413).

### Acte I
Le docteur Cajus fait irruption dans l'auberge de la Jarretière : il accuse sir John Falstaff — ainsi que ses deux acolytes, Bardolfo et Pistola — d'être entré chez lui par effraction et de lui avoir vidé les poches. Sir John refuse de réparer ses torts et les deux autres nient tout en bloc. Le docteur Cajus quitte l'auberge sans avoir obtenu satisfaction.
Falstaff, après avoir regardé sa note et grommelé contre ses laquais dépensiers, leur révèle son projet amoureux : il a l'intention de séduire Alice Ford et Meg Page. Bardolfo et Pistola sont chargés de porter à chacune une lettre d'amour, mais ils refusent, invoquant le principe d'honneur. Falstaff confie les lettres à un page et les congédie.
Alice et Meg, comparant leurs lettres, découvrent qu'elles sont identiques. Avec Miss Quickly et Nanetta, la fille d'Alice, elles décident de mystifier Falstaff. Au moment où elles s'éloignent, entrent Ford, Cajus, Fenton, ainsi que Bardolfo et Pistola. Ces deux derniers, n'ayant pas apprécié d'avoir été congédiés, révèlent à Ford les intentions de Falstaff.
De leur côté, les « trois commères » mettent au point leur vengeance : Quickly ira rendre visite à Falstaff afin de lui arranger un rendez-vous galant avec Alice. Les hommes, ignorant le projet des femmes, trament un autre plan : Ford ira voir Falstaff, sous un faux nom, pour lui tendre un piège.

### Acte II
Feignant de se repentir, Bardolfo et Pistola reprennent leur service auprès de Falstaff et font entrer Quickly, qui arrange un rendez-vous entre Alice et le chevalier, pour le jour même. Quelques instants après le départ de Quickly arrive Ford, sous le nom de Fontana. Il propose à Falstaff de séduire Alice pour lui préparer le terrain. Falstaff accepte et révèle qu'Alice a déjà consenti à le rencontrer. Dès que Falstaff quitte la pièce, Ford laisse libre cours à sa fureur. Falstaff revient et tous deux quittent l'auberge ensemble.
Quickly raconte aux autres femmes son entrevue avec Falstaff. Nanetta ne partage pas l'hilarité générale : son père veut qu'elle épouse Cajus. Sa mère lui assure qu'il n'en sera rien et prépare la pièce pour la visite de Falstaff. Celui-ci arrive, mais il est interrompu dans sa déclaration par Quickly, qui annonce l'arrivée de Meg. Sir John est obligé de se cacher derrière un paravent. Meg annonce que Ford arrive, hors de lui. Il fait irruption avec Cajus, Bardolfo, Pistola, Fenton et quelques voisins et fouille la pièce. Falstaff est contraint de rentrer dans la panière à linge, et Alice, profitant de quelques instants de répit, fait jeter la corbeille à la Tamise.

### Acte III
Falstaff, trempé, est de retour à l'auberge. Survient Quickly, qui lui certifie qu'Alice veut le revoir. Elle lui transmet une lettre d'Alice qui lui fixe un rendez-vous à minuit dans la forêt de Windsor, et comme la jeune femme aime le mystère, il devra porter les cornes du « Chasseur Noir ». Dehors, les autres protagonistes mettent au point leur mascarade nocturne. Ford promet à Cajus qu'il pourra épouser sa fille le soir même, mais leur conversation est surprise par Quickly.
Falstaff fait son apparition dans la forêt, avec des bois de cerf sur la tête. Arrive Alice, et le chevalier entreprend aussitôt ses manœuvres de séduction. On entend soudain Meg crier, et Alice s'enfuit en prétextant qu'elle a peur des fantômes. Falstaff, percevant ce qu'il croit être des voix de fées, se jette au sol. Arrivent les autres qui tourmentent Sir John, couché à terre, avec force accusations et pincements. Ainsi maltraité, Falstaff se repent. Il ne tarde pas à découvrir le manège et accepte son châtiment de bon cœur. Ford annonce qu'il va maintenant unir sa fille à l'homme qu'il lui a choisi ; Alice lui demande de marier un second couple, également déguisé, ce à quoi il consent. À l'issue d'une brève cérémonie, Ford s'aperçoit qu'il a marié Fenton à Nanetta et Cajus à Bardolfo. Il admet lui aussi avoir été berné et bénit le mariage de sa fille. Tous s'en vont faire un banquet.

## Orchestration
La partition de Verdi prévoit : 
- 3 flûtes (III. aussi piccolo), 2 hautbois, cor anglais, 2 clarinettes, clarinette basse, 2 bassons ;
- 4 cors, 3 trompettes, 3 trombones, cimbasso ;
- timbales, triangle, cymbale, grosse caisse ;
- Harpe
- Cordes

Sur la scène :
- Guitare, cor naturel en la bémol, cloche en fa.